# 227. strelska divizija (ZSSR)
227. strelska divizija (izvirno rusko 227. стрелковая дивизия; kratica 227. SD) je bila strelska divizija Rdeče armade v času druge svetovne vojne.

## Zgodovina
Divizija je bila ustanovljena aprila 1941 in bila uničena maja 1942 v Harkovu. Poleti 1942 so jo ponovno ustanovili s preoblikovanjem 19. strelske in 84. pomorske strelske brigade. Maja 1946 so jo preoblikovali v 49. samostojno strelsko brigado.